# Letlands Sportspædagogiske Akademi
Letlands Sportspædagogiske Akademi (lettisk: Latvijas Sporta pedagoģijas akadēmija; forkortet LSPA) er et statsligt universitet i Riga, hovedstaden i Letland.
Den 6. september 1921 vedtog den lettiske regering at oprette et institut for fysisk uddannelse i Letland. Den 2. oktober 1926 åbnede Letlands Folkeuniversitet et fysisk uddannelsesinstitut. Den 1. januar 1946, efter en beslutning taget af Lettiske SSR's Folkekommissærråd, genoptoges Letlands statslige fysikkulturinstitut sit virke. Institutet uddannede helt frem til 1992 omkring 5.500 specialister med højere uddannelse. Den 10. marts 1992 antoges det nuværende navn.